# E-Prix di Berlino 2021
L'E-Prix di Berlino 2021 è stato l'ottavo e ultimo appuntamento del Campionato mondiale di Formula E 2020-2021, suddiviso in due gare, che si è tenuto sul circuito dell'aeroporto di Berlino-Tempelhof il 14 e 15 agosto 2021.
La prima gara è stata vinta da Lucas Di Grassi seguito da Edoardo Mortara e Mitch Evans, la Pole Position è stata effettuata da Jean-Éric Vergne, mentre il giro veloce è stato effettuato da René Rast.
La seconda gara è stata vinta da Norman Nato, seguito da Oliver Rowland e Stoffel Vandoorne, che ha anche effettuato la Pole Position. Il giro veloce è stato effettuato da René Rast.
Nyck de Vries vice il primo titolo piloti del nuovo campionato mondiale di Formula E, Mercedes EQ Formula E Team vince il titolo costruttori.

## Gara 1

### Prove libere
| Pos.           | No.            | Pilota             | Squadra                   | Tempo          |
| Prove libere 1 | Prove libere 1 | Prove libere 1     | Prove libere 1            | Prove libere 1 |
| -------------- | -------------- | ------------------ | ------------------------- | -------------- |
| 1              | 27             | Jake Dennis        | BMW i Andretti Motorsport | 1:06.949       |
| 2              | 48             | Edoardo Mortara    | ROKiT Venturi Racing      | 1:06.963       |
| 3              | 28             | Maximilian Günther | BMW i Andretti Motorsport | 1:06.965       |
| Prove libere 2 |                |                    |                           |                |
| 1              | 27             | Jake Dennis        | BMW i Andretti Motorsport | 1:06.228       |
| 2              | 11             | Lucas Di Grassi    | Audi Sport ABT Schaeffler | 1:06.382       |
| 3              | 17             | Nyck de Vries      | Mercedes EQ               | 1:06.547       |

### Qualifiche
| Gruppi qualifiche | Gruppi qualifiche | Gruppi qualifiche | Gruppi qualifiche | Gruppi qualifiche | Gruppi qualifiche | Gruppi qualifiche |
| ----------------- | ----------------- | ----------------- | ----------------- | ----------------- | ----------------- | ----------------- |
| Gruppo 1          | DEV (1)           | FRI (2)           | BIR (3)           | DEN (4)           | DAC (5)           | LYN (6)           |
| Gruppo 2          | CAS (7)           | EVA (8)           | MOR (9)           | RAS (10)          | WEH (11)          | JEV (12)          |
| Gruppo 3          | VAN (13)          | DIG (14)          | GUE (15)          | ROW (16)          | LOT (17)          | SIM (18)          |
| Gruppo 4          | BUE (19)          | NAT (20)          | SET (21)          | TUR (22)          | BLO (23)          | ERI (24)          |

| Pos.   | No. | Pilota                 | Squadra                   | Qualifica | SuperPole | Griglia |
| ------ | --- | ---------------------- | ------------------------- | --------- | --------- | ------- |
| 1      | 25  | Jean-Éric Vergne       | DS Techeetah              | 1:06.239  | 1:06.227  | 1       |
| 2      | 13  | António Félix da Costa | DS Techeetah              | 1:06.486  | 1:06.300  | 2       |
| 3      | 11  | Lucas Di Grassi        | Audi Sport ABT Schaeffler | 1:06.555  | 1:06.427  | 3       |
| 4      | 48  | Edoardo Mortara        | ROKiT Venturi Racing      | 1:06.426  | 1:06.442  | 4       |
| 5      | 71  | Norman Nato            | ROKiT Venturi Racing      | 1:06.425  | 1:06.489  | 5       |
| 6      | 23  | Sébastien Buemi        | Nissan e.dams             | 1:06.509  | 1:07.011  | 6       |
| 7      | 20  | Mitch Evans            | Jaguar Racing             | 1:06.568  |           | 7       |
| 8      | 27  | Jake Dennis            | BMW i Andretti Motorsport | 1:06.592  | 8         |         |
| 9      | 99  | Pascal Wehrlein        | TAG Heuer Porsche         | 1:06.612  | 9         |         |
| 10     | 28  | Maximilian Günther     | BMW i Andretti Motorsport | 1:06.627  | 10        |         |
| 11     | 22  | Oliver Rowland         | Nissan e.dams             | 1:06.658  | 11        |         |
| 12     | 10  | Sam Bird               | Jaguar Racing             | 1:06.713  | 15        |         |
| 13     | 33  | René Rast              | Audi Sport ABT Schaeffler | 1:06.729  | 12        |         |
| 14     | 37  | Nick Cassidy           | Envision Virgin Racing    | 1:06.736  | 13        |         |
| 15     | 36  | André Lotterer         | TAG Heuer Porsche         | 1:06.789  | 14        |         |
| 16     | 29  | Alexander Sims         | Mahindra Racing           | 1:06.814  | 16        |         |
| 17     | 88  | Tom Blomqvist          | NIO 333                   | 1:06.837  | 17        |         |
| 18     | 7   | Sérgio Sette Câmara    | Dragon / Penske Autosport | 1:06.852  | 18        |         |
| 19     | 17  | Nyck de Vries          | Mercedes EQ               | 1:06.902  | 19        |         |
| 20     | 8   | Oliver Turvey          | NIO 333                   | 1:06.948  | 20        |         |
| 21     | 94  | Alex Lynn              | Mahindra Racing           | 1:06.972  | 21        |         |
| 22     | 5   | Stoffel Vandoorne      | Mercedes EQ               | 1:07.006  | 22        |         |
| 23     | 4   | Robin Frijns           | Envision Virgin Racing    | 1:07.156  | 23        |         |
| 24     | 6   | Joel Eriksson          | Dragon / Penske Autosport | 1:07.815  | 24        |         |
| Fonte: |     |                        |                           |           |           |         |

### Gara
| Pos.   | No. | Pilota                 | Squadra                   | Giri | Tempo/Ritiro | Griglia | Punti |
| ------ | --- | ---------------------- | ------------------------- | ---- | ------------ | ------- | ----- |
| 1      | 11  | Lucas Di Grassi        | Audi Sport ABT Schaeffler | 38   | 46:22.528    | 3       | 25    |
| 2      | 48  | Edoardo Mortara        | ROKiT Venturi Racing      | 38   | +0.141       | 4       | 18    |
| 3      | 20  | Mitch Evans            | Jaguar Racing             | 38   | +5.499       | 7       | 15    |
| 4      | 71  | Norman Nato            | ROKiT Venturi Racing      | 38   | +5.589       | 5       | 12    |
| 5      | 27  | Jake Dennis            | BMW i Andretti Motorsport | 38   | +5.830       | 8       | 10    |
| 6      | 25  | Jean-Éric Vergne       | DS Techeetah              | 38   | +6.411       | 1       | 8+3+1 |
| 7      | 13  | António Félix da Costa | DS Techeetah              | 38   | +6.777       | 2       | 6     |
| 8      | 28  | Maximilian Günther     | BMW i Andretti Motorsport | 38   | +7.562       | 10      | 4     |
| 9      | 33  | René Rast              | Audi Sport ABT Schaeffler | 38   | +7.798       | 12      | 2+1   |
| 10     | 36  | André Lotterer         | TAG Heuer Porsche         | 38   | +14.124      | 14      | 1     |
| 11     | 23  | Sébastien Buemi        | Nissan e.dams             | 38   | +15.546      | 6       |       |
| 12     | 5   | Stoffel Vandoorne      | Mercedes EQ               | 38   | +16.214      | 22      |       |
| 13     | 22  | Oliver Rowland         | Nissan e.dams             | 38   | +16.814      | 11      |       |
| 14     | 37  | Nick Cassidy           | Envision Virgin Racing    | 38   | +16.917      | 13      |       |
| 15     | 4   | Robin Frijns           | Envision Virgin Racing    | 38   | +21.278      | 23      |       |
| 16     | 6   | Joel Eriksson          | Dragon / Penske Autosport | 38   | +23.666      | 24      |       |
| 17     | 29  | Alexander Sims         | Mahindra Racing           | 38   | +29.019      | 16      |       |
| 18     | 7   | Sérgio Sette Câmara    | Dragon / Penske Autosport | 38   | +30.962      | 18      |       |
| 19     | 8   | Oliver Turvey          | NIO 333                   | 38   | +33.199      | 20      |       |
| 20     | 94  | Alex Lynn              | Mahindra Racing           | 38   | +33.438      | 21      |       |
| 21     | 99  | Pascal Wehrlein        | TAG Heuer Porsche         | 38   | +33.781      | 9       |       |
| 22     | 17  | Nyck de Vries          | Mercedes EQ               | 37   | +1 giro      | 19      |       |
| Rit    | 88  | Tom Blomqvist          | NIO 333                   | 32   | +7 giri      | 17      |       |
| Rit    | 10  | Sam Bird               | Jaguar Racing             | 8    | Trasmissione | 15      |       |
| Fonte: |     |                        |                           |      |              |         |       |

### Classifiche
La classifica dopo gara 1:
Classifica piloti
| +/-    | Pos | Pilota                 | Punti |
| ------ | --- | ---------------------- | ----- |
|        | 1   | Nyck de Vries          | 95    |
|        | 2   | Edoardo Mortara        | 92    |
|        | 3   | Jake Dennis            | 91    |
|        | 4   | Mitch Evans            | 90    |
|        | 5   | Robin Frijns           | 89    |
|        | 6   | Lucas Di Grassi        | 87    |
|        | 7   | António Félix da Costa | 86    |
|        | 8   | Sam Bird               | 81    |
|        | 9   | Jean-Éric Vergne       | 80    |
|        | 10  | Alex Lynn              | 78    |
|        | 11  | Nick Cassidy           | 76    |
|        | 12  | René Rast              | 75    |
|        | 13  | Pascal Wehrlein        | 71    |
|        | 14  | Maximilian Günther     | 66    |
|        | 15  | Stoffel Vandoorne      | 63    |
|        | 16  | Oliver Rowland         | 59    |
|        | 17  | André Lotterer         | 46    |
|        | 18  | Alexander Sims         | 44    |
|        | 19  | Nico Müller            | 30    |
|        | 20  | Norman Nato            | 29    |
|        | 21  | Sébastien Buemi        | 20    |
|        | 22  | Sérgio Sette Câmara    | 16    |
|        | 23  | Oliver Turvey          | 13    |
|        | 24  | Tom Blomqvist          | 5     |
|        | 25  | Joel Eriksson          | 1     |
| Fonte: |     |                        |       |

Classifica squadre
| +/-    | Pos | Squadra                          | Punti |
| ------ | --- | -------------------------------- | ----- |
|        | 3   | Jaguar Racing                    | 171   |
|        | 1   | DS Techeetah                     | 166   |
|        | 2   | Envision Virgin Racing           | 165   |
|        | 5   | Audi Sport ABT Schaeffler        | 162   |
|        | 5   | Mercedes EQ Formula E Team       | 158   |
|        | 6   | BMW i Andretti Motorsport        | 157   |
|        | 7   | Mahindra Racing                  | 122   |
|        | 8   | ROKiT Venturi Racing             | 121   |
|        | 9   | TAG Heuer Porsche Formula E Team | 117   |
|        | 10  | Nissan e.dams                    | 79    |
|        | 11  | Dragon / Penske Autosport        | 47    |
|        | 12  | NIO 333 Formula E Team           | 18    |
| Fonte: |     |                                  |       |

## Gara 2

### Prove libere
| Pos.           | No.            | Pilota                 | Squadra                   | Tempo          |
| Prove libere 1 | Prove libere 1 | Prove libere 1         | Prove libere 1            | Prove libere 1 |
| -------------- | -------------- | ---------------------- | ------------------------- | -------------- |
| 1              | 17             | Nyck de Vries          | Mercedes EQ               | 1:06.688       |
| 2              | 13             | António Félix da Costa | DS Techeetah              | 1:06.813       |
| 3              | 22             | Oliver Rowland         | Nissan e.dams             | 1:06.854       |
| Prove libere 2 |                |                        |                           |                |
| 1              | 22             | Oliver Rowland         | Nissan e.dams             | 1:06.372       |
| 2              | 28             | Maximilian Günther     | BMW i Andretti Motorsport | 1:06.415       |
| 3              | 71             | Norman Nato            | ROKiT Venturi Racing      | 1:06.502       |

### Qualifiche
| Gruppi qualifiche | Gruppi qualifiche | Gruppi qualifiche | Gruppi qualifiche | Gruppi qualifiche | Gruppi qualifiche | Gruppi qualifiche |
| ----------------- | ----------------- | ----------------- | ----------------- | ----------------- | ----------------- | ----------------- |
| Gruppo 1          | DEV (1)           | MOR (2)           | DEN (3)           | EVA (4)           | FRI (5)           | DIG (6)           |
| Gruppo 2          | DAC (7)           | BIR (8)           | JEV (9)           | LYN (10)          | CAS (11)          | RAS (12)          |
| Gruppo 3          | WEH (13)          | GUE (14)          | VAN (15)          | ROW (16)          | LOT (17)          | SIM (18)          |
| Gruppo 4          | NAT (19)          | BUE (20)          | SET (21)          | TUR (22)          | BLO (23)          | ERI (24)          |

| Pos.   | No. | Pilota                 | Squadra                   | Qualifica | SuperPole    | Griglia |
| ------ | --- | ---------------------- | ------------------------- | --------- | ------------ | ------- |
| 1      | 5   | Stoffel Vandoorne      | Mercedes EQ               | 1:06.678  | 1:06.794     | 1       |
| 2      | 22  | Oliver Rowland         | Nissan e.dams             | 1:06.711  | 1:06.925     | 2       |
| 3      | 20  | Mitch Evans            | Jaguar Racing             | 1:07.083  | 1:07.010     | 3       |
| 4      | 29  | Alexander Sims         | Mahindra Racing           | 1:06.887  | 1:07.041     | 4       |
| 5      | 88  | Tom Blomqvist          | NIO 333                   | 1:06.916  | 1:07.106     | 5       |
| 6      | 71  | Norman Nato            | ROKiT Venturi Racing      | 1:06.806  | Nessun tempo | 6       |
| 7      | 36  | André Lotterer         | TAG Heuer Porsche         | 1:07.088  |              | 7       |
| 8      | 23  | Sébastien Buemi        | Nissan e.dams             | 1:07.100  | 8            |         |
| 9      | 27  | Jake Dennis            | BMW i Andretti Motorsport | 1:07.106  | 9            |         |
| 10     | 99  | Pascal Wehrlein        | TAG Heuer Porsche         | 1:07.114  | 10           |         |
| 11     | 48  | Edoardo Mortara        | ROKiT Venturi Racing      | 1:07.139  | 11           |         |
| 12     | 7   | Sérgio Sette Câmara    | Dragon / Penske Autosport | 1:07.150  | 12           |         |
| 13     | 17  | Nyck de Vries          | Mercedes EQ               | 1:07.162  | 13           |         |
| 14     | 94  | Alex Lynn              | Mahindra Racing           | 1:07.164  | 14           |         |
| 15     | 13  | António Félix da Costa | DS Techeetah              | 1:07.177  | 15           |         |
| 16     | 25  | Jean-Éric Vergne       | DS Techeetah              | 1:07.190  | 16           |         |
| 17     | 11  | Lucas Di Grassi        | Audi Sport ABT Schaeffler | 1:07.209  | 17           |         |
| 18     | 28  | Maximilian Günther     | BMW i Andretti Motorsport | 1:07.227  | 18           |         |
| 19     | 33  | René Rast              | Audi Sport ABT Schaeffler | 1:07.268  | 19           |         |
| 20     | 8   | Oliver Turvey          | NIO 333                   | 1:07.300  | 20           |         |
| 21     | 4   | Robin Frijns           | Envision Virgin Racing    | 1:07.325  | 21           |         |
| 22     | 10  | Sam Bird               | Jaguar Racing             | 1:07.365  | 22           |         |
| 23     | 6   | Joel Eriksson          | Dragon / Penske Autosport | 1:07.461  | 23           |         |
| 24     | 37  | Nick Cassidy           | Envision Virgin Racing    | 1:07.980  | 24           |         |
| Fonte: |     |                        |                           |           |              |         |

### Gara
| Pos.   | No. | Pilota                 | Squadra                   | Giri | Tempo/Ritiro | Griglia | Punti  |
| ------ | --- | ---------------------- | ------------------------- | ---- | ------------ | ------- | ------ |
| 1      | 71  | Norman Nato            | ROKiT Venturi Racing      | 36   | 1:11:57.152  | 6       | 25     |
| 2      | 22  | Oliver Rowland         | Nissan e.dams             | 36   | +2.270       | 2       | 18     |
| 3      | 5   | Stoffel Vandoorne      | Mercedes EQ               | 36   | +2.837       | 1       | 15+3+1 |
| 4      | 36  | André Lotterer         | TAG Heuer Porsche         | 36   | +7.105       | 7       | 12     |
| 5      | 29  | Alexander Sims         | Mahindra Racing           | 36   | +8.453       | 4       | 10     |
| 6      | 99  | Pascal Wehrlein        | TAG Heuer Porsche         | 36   | +8.847       | 10      | 8      |
| 7      | 10  | Sam Bird               | Jaguar Racing             | 36   | +10.473      | 22      | 6      |
| 8      | 17  | Nyck de Vries          | Mercedes EQ               | 36   | +11.108      | 13      | 4      |
| 9      | 33  | René Rast              | Audi Sport ABT Schaeffler | 36   | +12.189      | Pit     | 2+1    |
| 10     | 88  | Tom Blomqvist          | NIO 333                   | 36   | +12.679      | 5       | 1      |
| 11     | 25  | Jean-Éric Vergne       | DS Techeetah              | 36   | +13.437      | 16      |        |
| 12     | 4   | Robin Frijns           | Envision Virgin Racing    | 36   | +13.748      | 21      |        |
| 13     | 94  | Alex Lynn              | Mahindra Racing           | 36   | +14.366      | 14      |        |
| 14     | 23  | Sébastien Buemi        | Nissan e.dams             | 36   | +14.692      | 8       |        |
| 15     | 28  | Maximilian Günther     | BMW i Andretti Motorsport | 36   | +15.528      | 18      |        |
| 16     | 6   | Joel Eriksson          | Dragon / Penske Autosport | 36   | +15.940      | 23      |        |
| 17     | 37  | Nick Cassidy           | Envision Virgin Racing    | 36   | +16.306      | 24      |        |
| 18     | 7   | Sérgio Sette Câmara    | Dragon / Penske Autosport | 36   | +16.961      | 12      |        |
| 19     | 8   | Oliver Turvey          | NIO 333                   | 36   | +21.076      | 20      |        |
| 20     | 11  | Lucas Di Grassi        | Audi Sport ABT Schaeffler | 36   | +35.155      | 17      |        |
| Rit    | 13  | António Félix da Costa | DS Techeetah              | 21   | Incidente    | 15      |        |
| Rit    | 27  | Jake Dennis            | BMW i Andretti Motorsport | 2    | Incidente    | 9       |        |
| Rit    | 48  | Edoardo Mortara        | ROKiT Venturi Racing      | 0    | Incidente    | 11      |        |
| Rit    | 20  | Mitch Evans            | Jaguar Racing             | 0    | Incidente    | 3       |        |
| Fonte: |     |                        |                           |      |              |         |        |

### Classifiche
La classifica finale:
Classifica piloti
| +/-    | Pos | Pilota                 | Punti |
| ------ | --- | ---------------------- | ----- |
|        | 1   | Nyck de Vries          | 99    |
|        | 2   | Edoardo Mortara        | 92    |
|        | 3   | Jake Dennis            | 91    |
|        | 4   | Mitch Evans            | 90    |
|        | 5   | Robin Frijns           | 89    |
|        | 6   | Sam Bird               | 87    |
|        | 7   | Lucas Di Grassi        | 87    |
|        | 8   | António Félix da Costa | 86    |
|        | 9   | Stoffel Vandoorne      | 82    |
|        | 10  | Jean-Éric Vergne       | 80    |
|        | 11  | Pascal Wehrlein        | 79    |
|        | 12  | Alex Lynn              | 78    |
|        | 13  | René Rast              | 78    |
|        | 14  | Oliver Rowland         | 77    |
|        | 15  | Nick Cassidy           | 76    |
|        | 16  | Maximilian Günther     | 66    |
|        | 17  | André Lotterer         | 58    |
|        | 18  | Norman Nato            | 54    |
|        | 19  | Alexander Sims         | 54    |
|        | 20  | Nico Müller            | 30    |
|        | 21  | Sébastien Buemi        | 20    |
|        | 22  | Sérgio Sette Câmara    | 16    |
|        | 23  | Oliver Turvey          | 13    |
|        | 24  | Tom Blomqvist          | 6     |
|        | 25  | Joel Eriksson          | 1     |
| Fonte: |     |                        |       |

Classifica squadre
| +/-    | Pos | Squadra                          | Punti |
| ------ | --- | -------------------------------- | ----- |
|        | 1   | Mercedes EQ Formula E Team       | 183   |
|        | 2   | Jaguar Racing                    | 172   |
|        | 3   | DS Techeetah                     | 170   |
|        | 4   | Audi Sport ABT Schaeffler        | 165   |
|        | 5   | Envision Virgin Racing           | 165   |
|        | 6   | BMW i Andretti Motorsport        | 157   |
|        | 7   | ROKiT Venturi Racing             | 146   |
|        | 8   | TAG Heuer Porsche Formula E Team | 137   |
|        | 9   | Mahindra Racing                  | 132   |
|        | 10  | Nissan e.dams                    | 97    |
|        | 11  | Dragon / Penske Autosport        | 47    |
|        | 12  | NIO 333 Formula E Team           | 18    |
| Fonte: |     |                                  |       |